# Collegio di Colne Valley
Colne Valley è un collegio elettorale inglese della Camera dei comuni del Parlamento del Regno Unito, situato nel West Yorkshire, nella regione dello Yorkshire e Humber. Elegge un membro del Parlamento con il sistema maggioritario a turno unico. Il rappresentante del collegio dal 2024 è il laburista Paul Davies. Dopo le elezioni generali del 1992 le elezioni per il rappresentante di questo collegio sono finora state vinte con una maggioranza di voti marginale.

## Estensione

Colne Valley dal 2010 al 2024

- 1885–1918: il Municipal Borough of Huddersfield e parti delle divisioni sessionali di Saddleworth e Upper Aggbrigg.
- 1918–1950: i distretti urbani di Farnley Tyas, Golcar, Holme, Holmfirth, Honley, Linthwaite, Marsden, Meltham, New Mill, Saddleworth, Scammonden, Slaithwaite, South Crosland, Springhead e Thurstonland.
- 1950–1983: i distretti urbani di Colne Valley, Holmfirth, Kirkburton, Meltham e Saddleworth.
- 1983–2010: i ward del borgo metropolitano di Kirklees di Colne Valley West, Crosland Moor, Golcar, Holme Valley North, Holme Valley South e Lindley.
- 2010–2024: i ward del borgo metropolitano di Kirklees di Colne Valley, Crosland Moor and Netherton, Golcar, Holme Valley North, Holme Valley South e Lindley.
- dal 2024: i ward del borgo metropolitano di Kirklees Colne Valley, Golcar, Holme Valley North, Holme Valley South e Lindley.[1]

Il collegio è semi-rurale e copre la Colne Valley, Holme Valley, Meltham e i quartieri periferici della città di Huddersfield nel distretto di Kirklees, nel West Yorkshire. Il collegio comprende anche zone rurali di campagna interrotte dalle città di Holmfirth e Melthan, oltre ai villaggi di Marsden, Slaithwaite, Honley, Brockholes, Linthwaite, New Mill e Golcar. Il collegio fu un tempo rappresentato dal laburista indipendente Victor grayson, che scomparve in circostanze misteriose nel 1920. 
Nel 1981 le proposte della Boundary Commission unirono gran parte del territorio del collegio con una grande porzione del collegio di Huddersfield West. In origine la proposta era quella di tenere il nome di Huddersfield West, ma alla fine, in seguito a consultazioni popolari, fu mantenuto quello di Colne Valley.

## Membri del Parlamento
| Elezione | Elezione                    | Deputato                    | Partito                |
| -------- | --------------------------- | --------------------------- | ---------------------- |
|          | 1885                        | Henry Beaumont              | Liberale               |
|          | 1886                        | Henry Beaumont              | Liberale Unionista     |
|          | 1892                        | James Kitson                | Liberale               |
|          | 1907 (S)                    | Victor Grayson              | Laburista Indipendente |
|          | 1910                        | Charles Leach               | Liberale               |
| 1916 (S) | Frederick William Mallalieu |                             | Liberale               |
|          | 1922                        | Philip Snowden              | Laburista              |
|          | 1931                        | Philip Snowden              | Nazional Laburista     |
|          | 1931                        | Frederick William Mallalieu | Liberale               |
|          | 1935                        | Ernest Marklew              | Laburista              |
| 1939 (S) | William Glenvil Hall        |                             | Laburista              |
| 1963 (S) | Patrick Duffy               |                             | Laburista              |
|          | 1966                        | Richard Wainwright          | Liberale               |
|          | 1970                        | David Clark                 | Laburista              |
|          | Feb 1974                    | Richard Wainwright          | Liberale               |
|          | 1987                        | Graham Riddick              | Conservatore           |
|          | 1997                        | Kali Mountford              | Laburista              |
|          | 2010                        | Jason McCartney             | Conservatore           |
|          | 2017                        | Thelma Walker               | Laburista              |
|          | 2019                        | Jason McCartney             | Conservatore           |
|          | 2024                        | Paul Davies                 | Laburista              |

## Risultati elettorali

### Elezioni negli anni 2020
| Partito                    | Partito                                           | Candidato                  | Risultati 4 luglio 2024 | Risultati 4 luglio 2024 |
| Partito                    | Partito                                           | Candidato                  | Voti                    | %                       |
| -------------------------- | ------------------------------------------------- | -------------------------- | ----------------------- | ----------------------- |
|                            | Laburista                                         | Paul Davies                | 18 970                  | 41,04                   |
|                            | Conservatore                                      | Jason McCartney            | 14 007                  | 30,30                   |
|                            | Reform UK                                         | Stuart Hale                | 7 298                   | 15,79                   |
|                            | Verdi                                             | Heather Peacock            | 3 480                   | 7,53                    |
|                            | Lib Dem                                           | Katharine Macy             | 2 007                   | 4,34                    |
|                            | Yorkshire                                         | Timothy Millea             | 459                     | 0,99                    |
|                            |                                                   |                            |                         |                         |
| Iscritti                   | Iscritti                                          | Iscritti                   | 72 638                  | 100,00                  |
| ↳ Votanti (% su iscritti)  | ↳ Votanti (% su iscritti)                         | ↳ Votanti (% su iscritti)  | 46 221                  | 63,63                   |
| ↳ Astenuti (% su iscritti) | ↳ Astenuti (% su iscritti)                        | ↳ Astenuti (% su iscritti) | 26 417                  | 36,37                   |
|                            |                                                   |                            |                         |                         |
|                            | Esito: collegio passa da Conservatore a Laburista |                            |                         |                         |

### Elezioni negli anni 2010
| Partito                    | Partito                                           | Candidato                  | Risultati 12 dicembre 2019 | Risultati 12 dicembre 2019 |
| Partito                    | Partito                                           | Candidato                  | Voti                       | %                          |
| -------------------------- | ------------------------------------------------- | -------------------------- | -------------------------- | -------------------------- |
|                            | Conservatore                                      | Jason McCartney            | 29 482                     | 48,42                      |
|                            | Laburista                                         | Thelma Walker              | 24 379                     | 40,04                      |
|                            | Lib Dem                                           | Cahal Burke                | 3 815                      | 6,27                       |
|                            | Brexit                                            | Sue Harrison               | 1 268                      | 2,08                       |
|                            | Verdi                                             | Darryl Gould               | 1 068                      | 1,75                       |
|                            | Yorkshire                                         | Owen Aspinall              | 548                        | 0,90                       |
|                            | UKIP                                              | Melanie Roberts            | 230                        | 0,38                       |
|                            | Indipendente                                      | Colin Peel                 | 102                        | 0,17                       |
|                            |                                                   |                            |                            |                            |
| Iscritti                   | Iscritti                                          | Iscritti                   | 84 174                     | 100,00                     |
| ↳ Votanti (% su iscritti)  | ↳ Votanti (% su iscritti)                         | ↳ Votanti (% su iscritti)  | 60 910                     | 72,36                      |
| ↳ Astenuti (% su iscritti) | ↳ Astenuti (% su iscritti)                        | ↳ Astenuti (% su iscritti) | 23 264                     | 27,64                      |
|                            |                                                   |                            |                            |                            |
|                            | Esito: collegio passa da Laburista a Conservatore |                            |                            |                            |

| Partito                    | Partito                                           | Candidato                  | Risultati 8 giugno 2017 | Risultati 8 giugno 2017 |
| Partito                    | Partito                                           | Candidato                  | Voti                    | %                       |
| -------------------------- | ------------------------------------------------- | -------------------------- | ----------------------- | ----------------------- |
|                            | Laburista                                         | Thelma Walker              | 28 818                  | 47,70                   |
|                            | Conservatore                                      | Jason McCartney            | 27 903                  | 46,18                   |
|                            | Lib Dem                                           | Cahal Burke                | 2 494                   | 4,13                    |
|                            | Verdi                                             | Sonia King                 | 892                     | 1,48                    |
|                            | Indipendente                                      | Patricia Sadio             | 313                     | 0,52                    |
|                            |                                                   |                            |                         |                         |
| Iscritti                   | Iscritti                                          | Iscritti                   | 84 385                  | 100,00                  |
| ↳ Votanti (% su iscritti)  | ↳ Votanti (% su iscritti)                         | ↳ Votanti (% su iscritti)  | 60 420                  | 71,60                   |
| ↳ Astenuti (% su iscritti) | ↳ Astenuti (% su iscritti)                        | ↳ Astenuti (% su iscritti) | 23 965                  | 28,40                   |
|                            |                                                   |                            |                         |                         |
|                            | Esito: collegio passa da Conservatore a Laburista |                            |                         |                         |

| Partito                    | Partito                                   | Candidato                  | Risultati 7 maggio 2015 | Risultati 7 maggio 2015 |
| Partito                    | Partito                                   | Candidato                  | Voti                    | %                       |
| -------------------------- | ----------------------------------------- | -------------------------- | ----------------------- | ----------------------- |
|                            | Conservatore                              | Jason McCartney            | 25 246                  | 44,45                   |
|                            | Laburista                                 | Jane East                  | 19 868                  | 34,98                   |
|                            | UKIP                                      | Melanie Roberts            | 5 734                   | 10,10                   |
|                            | Lib Dem                                   | Cahal Burke                | 3 407                   | 6,00                    |
|                            | Verdi                                     | Chas Ball                  | 1 919                   | 3,38                    |
|                            | Yorkshire                                 | Paul Salveson              | 572                     | 1,01                    |
|                            | Indipendente                              | Melodie Staniforth         | 54                      | 0,10                    |
|                            |                                           |                            |                         |                         |
| Iscritti                   | Iscritti                                  | Iscritti                   | 82 558                  | 100,00                  |
| ↳ Votanti (% su iscritti)  | ↳ Votanti (% su iscritti)                 | ↳ Votanti (% su iscritti)  | 56 800                  | 68,80                   |
| ↳ Astenuti (% su iscritti) | ↳ Astenuti (% su iscritti)                | ↳ Astenuti (% su iscritti) | 25 758                  | 31,20                   |
|                            |                                           |                            |                         |                         |
|                            | Esito: collegio confermato a Conservatore |                            |                         |                         |

| Partito                    | Partito                                           | Candidato                  | Risultati 6 maggio 2010 | Risultati 6 maggio 2010 |
| Partito                    | Partito                                           | Candidato                  | Voti                    | %                       |
| -------------------------- | ------------------------------------------------- | -------------------------- | ----------------------- | ----------------------- |
|                            | Conservatore                                      | Jason McCartney            | 20 440                  | 36,96                   |
|                            | Lib Dem                                           | Nicola Turner              | 15 603                  | 28,22                   |
|                            | Laburista                                         | Debbie Abrahams            | 14 589                  | 26,38                   |
|                            | BNP                                               | Barry Fowler               | 1 893                   | 3,42                    |
|                            | UKIP                                              | Melanie Roberts            | 1 163                   | 2,10                    |
|                            | Verdi                                             | Chas Ball                  | 867                     | 1,57                    |
|                            | TUSC                                              | Jackie Grunsell            | 741                     | 1,34                    |
|                            |                                                   |                            |                         |                         |
| Iscritti                   | Iscritti                                          | Iscritti                   | 80 023                  | 100,00                  |
| ↳ Votanti (% su iscritti)  | ↳ Votanti (% su iscritti)                         | ↳ Votanti (% su iscritti)  | 55 296                  | 69,10                   |
| ↳ Astenuti (% su iscritti) | ↳ Astenuti (% su iscritti)                        | ↳ Astenuti (% su iscritti) | 24 727                  | 30,90                   |
|                            |                                                   |                            |                         |                         |
|                            | Esito: collegio passa da Laburista a Conservatore |                            |                         |                         |

### Elezioni negli anni 2000
| Partito                    | Partito                                | Candidato                  | Risultati 5 maggio 2005 | Risultati 5 maggio 2005 |
| Partito                    | Partito                                | Candidato                  | Voti                    | %                       |
| -------------------------- | -------------------------------------- | -------------------------- | ----------------------- | ----------------------- |
|                            | Laburista                              | Kali Mountford             | 17 536                  | 35,85                   |
|                            | Conservatore                           | Maggie Throup              | 16 035                  | 32,78                   |
|                            | Lib Dem                                | Elisabeth Wilson           | 11 822                  | 24,17                   |
|                            | BNP                                    | Barry Fowler               | 1 430                   | 2,92                    |
|                            | Verdi                                  | Lesley Hedges              | 1 295                   | 2,65                    |
|                            | Veritas                                | Helen Martinek             | 543                     | 1,11                    |
|                            | Monster Raving Loony                   | Ian Mumford                | 259                     | 0,53                    |
|                            |                                        |                            |                         |                         |
| Iscritti                   | Iscritti                               | Iscritti                   | 74 121                  | 100,00                  |
| ↳ Votanti (% su iscritti)  | ↳ Votanti (% su iscritti)              | ↳ Votanti (% su iscritti)  | 48 920                  | 66,00                   |
| ↳ Astenuti (% su iscritti) | ↳ Astenuti (% su iscritti)             | ↳ Astenuti (% su iscritti) | 25 201                  | 34,00                   |
|                            |                                        |                            |                         |                         |
|                            | Esito: collegio confermato a Laburista |                            |                         |                         |

| Partito                    | Partito                                | Candidato                  | Risultati 7 giugno 2001 | Risultati 7 giugno 2001 |
| Partito                    | Partito                                | Candidato                  | Voti                    | %                       |
| -------------------------- | -------------------------------------- | -------------------------- | ----------------------- | ----------------------- |
|                            | Laburista                              | Kali Mountford             | 18 967                  | 40,37                   |
|                            | Conservatore                           | Philip Davies              | 14 328                  | 30,49                   |
|                            | Lib Dem                                | Gordon Beever              | 11 694                  | 24,89                   |
|                            | Verdi                                  | Richard Plunkett           | 1 081                   | 2,30                    |
|                            | UKIP                                   | Arthur Quarmby             | 917                     | 1,95                    |
|                            |                                        |                            |                         |                         |
| Iscritti                   | Iscritti                               | Iscritti                   | 74 229                  | 100,00                  |
| ↳ Votanti (% su iscritti)  | ↳ Votanti (% su iscritti)              | ↳ Votanti (% su iscritti)  | 46 987                  | 63,30                   |
| ↳ Astenuti (% su iscritti) | ↳ Astenuti (% su iscritti)             | ↳ Astenuti (% su iscritti) | 27 242                  | 36,70                   |
|                            |                                        |                            |                         |                         |
|                            | Esito: collegio confermato a Laburista |                            |                         |                         |

## Risultati dei referendum

### Referendum sulla permanenza del Regno Unito nell'Unione europea del 2016
|             | Collegio     | Lasciare UE % | Rimanere in UE % |
| ----------- | ------------ | ------------- | ---------------- |
|             | Colne Valley | 49,8%         | 50,2%            |
|             | Inghilterra  | 53,3%         | 46,7%            |
| Regno Unito | 51,9%        | 48,1%         |                  |